# نقاشی لاکی

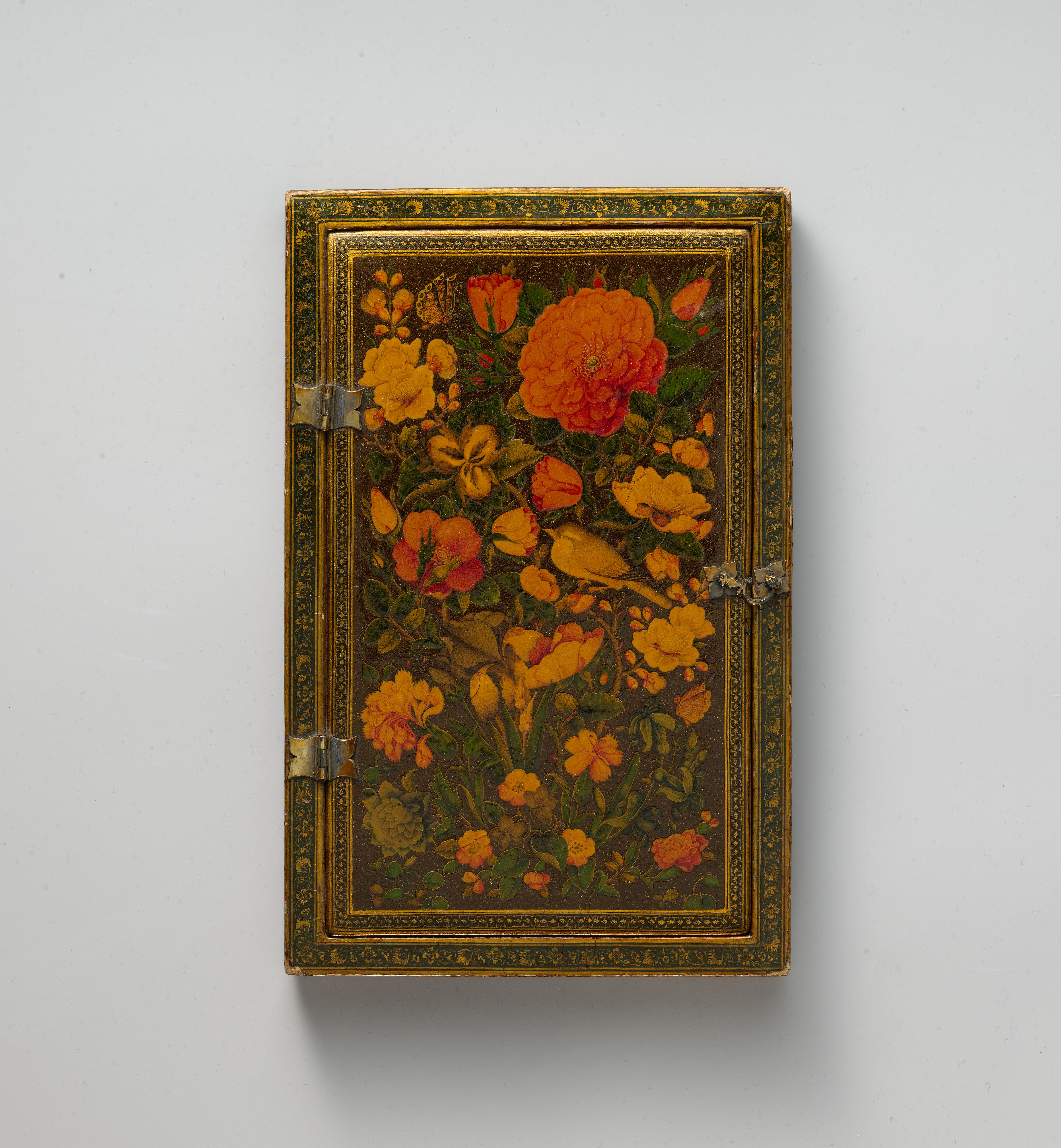
قاب آینه با نقاشی زیر لاکی روی آن، اثر زین العابدین اصفهانی، ۱۲۰۶ هجری، واقع در موزه متروپولیتن، نیویورک

نقاشی لاکی یا نقاشی زیرلاکی، نوعی نقاشی آبرنگ بر روی اشیای مقوایی است که رویهٔ آن با ماده جلادهنده مثل لاک پوشانیده می‌شود. اختراع جلد لاکی را به تعبیری به قوام الدین تبریزی نسبت داده‌اند و شروع آن را از دورهٔ مغولان نسبت می‌دهند. از بارزترین مشخصه‌های تاریخ نقاشی ایران در سده یازدهم و دوازدهم هجری رواج و شکوفایی این گونه از هنر تصویری بود. محتملا محمد زمان نخستین کسی بود که با این شیوه از نقاشی به قلمدان‌نگاری پرداخت. در ابتدا موضوع‌های رایج در نقاشی زیر لاکی عبارت بودند از گل و بلبل، تک‌چهره زنان و پیکرنگاری با منظره در پس‌زمینه. بعدها قطعات تذهیب و خوشنویسی به ترکیب‌بندی این تصاویر افزوده شد.
رواج قلمدان‌نگاری و نقاشی زیر لاکی روی اشیا را می‌توان با عواملی چون رکود مصورسازی کتاب در دربار، پیدایش حامیان جدید از میان دولتمردان شهری و اهمیت موقعیت نقاشی حرفه‌ای نقاش مرتبط دانست.

## پیشینه

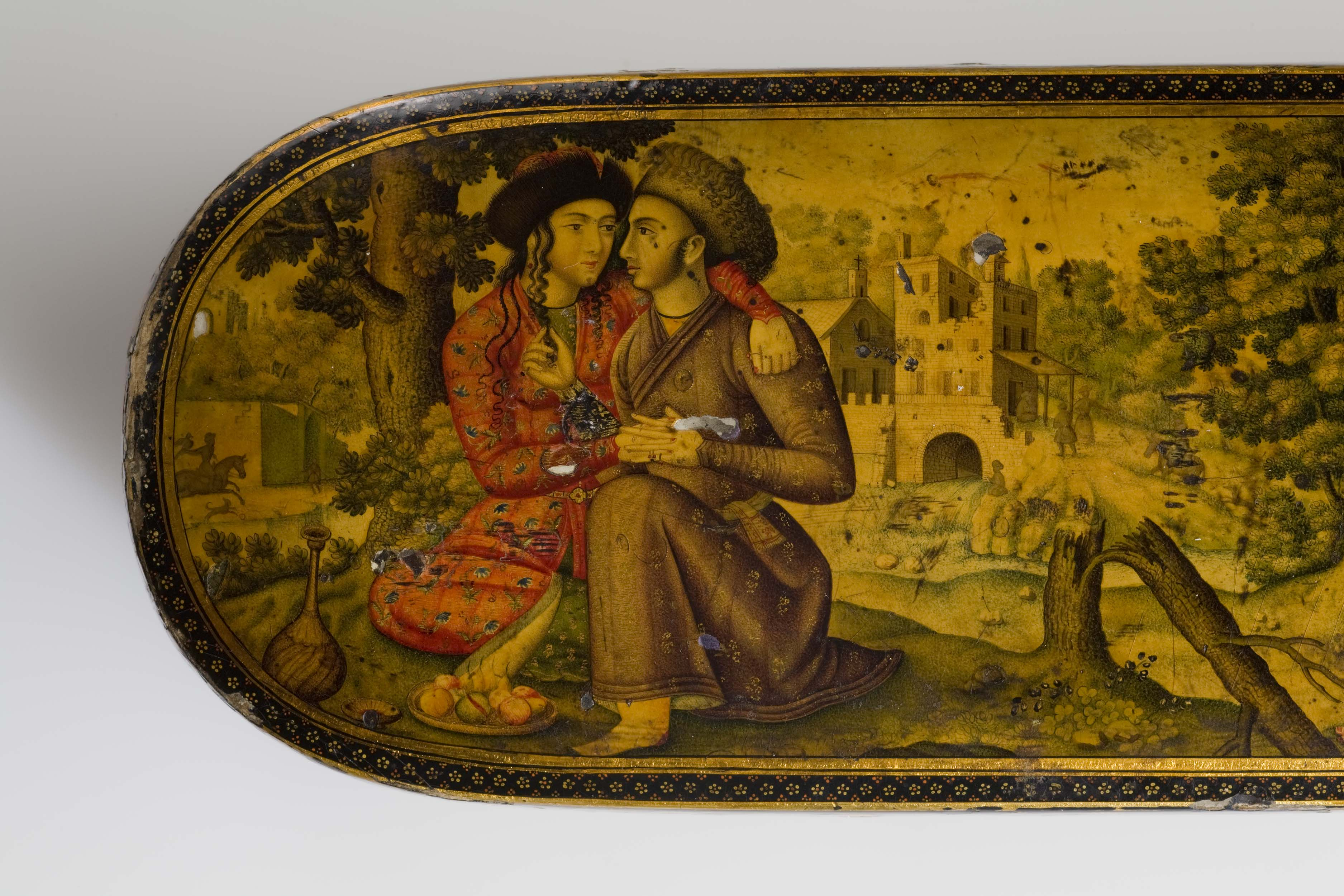
یک قلمدان زیرلاکی در دورهٔ صفویه، اصفهان، ۱۱۲۴ ه‍. ش،

پیشینهٔ نقاشی زیرلاکی یا روغنی به دورهٔ مغولان بر می‌گردد و اختراع جلد لاکی را به تعبیری به قوام الدین تبریزی نسبت داده‌اند که بعدها با ورود به مکتب هرات آن را بسط و گسترش داد. نقاشی زیرلاکی در دوره صفویه شیوه نقاشانه بیشتری به خود گرفت و جلدهای زیرلاکی فراوانی در این دوره تولید شد و معیار و ضوابط نقوش و مضامین نقاشی زیر لاکی در ادوار بعد را فراهم کرد. از سده یازدهم هجری شمسی به بعد یعنی از دوره شاه عباس اول حضور اشیای لاکی در دربار و جامعه ثبت تاریخی شد. محتملا محمد زمان و علیقلی جبادار نخستین کسانی بودند که با این تکنیک از نقاشی به قلمدان نگاری و شیوه‌ای از سبک نقاشانه پرداختند. توصیف آنها در نقاشی لاکی بسیار دقیق و واقعی‌نما و شرحی از طبیعت و گل و مرغ و عاری از هرگونه روایت بود. از دلایلی که از سده دوازدهم هجری شمسی به بعد اقبال عمومی را به آثار لاکی جلب کرد انطباق آن با پسند عامه مردم و بازآفرینی فضاهای زیستی آشنا برای آنها بر روی آثار لاکی و از جمله خصوصیات تزیینی و کاربرد رنگهای نشاط‌انگیز مورد پسند اهل زمانه بود.
در سدهٔ دوازدهم، انواع جعبه‌ها و قاب‌های آیینه و درج‌های جواهر به این مجموعه افزوده شد. از این رو، هنگامی که قاجاریان در ۱۲۰۰ قمری روی کار آمدند، اشیاء لاکی زیادی ساخته می‌شد و نقاشی لاکی هم از لحاظ کمیت و هم کیفیت و شیوه کار به کمال بالایی رسید.

## مضامین و کاربرد
بیشترین استفادهٔ نقاشی لاکی روی قلمدانها و جعبه‌ها و وسایل کاربردی می‌باشد. در سده یازدهم و دوازدهم هجری فراگیری علم و دانش بیشتر در اختیار طبقات قدرت مدار جامعه، از درباریان تا تاجران و بازرگانان و نیزاهل قلم بوده که جزو خادمان این صاحبان ثروت و قدرت محسوب می‌شدند. از این رو، ساختن قلمدان‌های زیبا می‌باید مورد پسند خبرگان قرار می‌گرفت چون در انحصار استفادهٔ آنها بود. مضامین نقاشی لاکی که از نقاشی‌های فرنگی‌سازی در دورهٔ صفویه شکل گرفت و در ادوار بعد ادامه پیدا کرد. از این مضامین می‌توان به انسان‌هایی با پوششهای اروپایی و نشسته بر روی مهتابی‌های باغها، مناظر مه‌آلود با کلبه‌های روستایی شیروانی‌دار، ابرهای پیچان آسمان با گله‌ای از پرندگان در حال پرواز و با شگرف ژرفانمایی اروپایی، بناهایی با هویت نه چندان ایرانی، دورنماهایی با انبوه درختان و درختانی دوتایی سر به آسمان کشیده، تپه‌های تخته‌سنگی، دلدادگان با ندیمان و خنیاگران در دیدار با پیران سفید موی، صحنه‌هایی از داستانهای شیخ صنعان و دختر ترسا، خسرو و شیرین و یوسف و زلیخا و سایر ماجراهای عاشقانه، جملگی از مضامین و موضوعات و جلوه‌های نقاشی لاکی بودند. علاوه بر این نقاشی از زندگی روزمره وقایع روزمره مردم و چهره‌نگاری دربار و شاهزادگان و گل و مرغ و نقوش گیاهی در ادوار بعد بیشتر دیده شد.

## روند کار
روند کار بصورت خلاصه چنین است که نخست شی مورد نظر را با خمیر کاغذ و چسب یا همان پاپیه ماشه و به مدد قالب‌های چوبین مخصوص می‌سازند سپس سطح شی بوم را بوم‌سازی می‌کنند تا آماده برای نقاشی شود. برای اجرای نقاشی از رنگ ماده محلول آب استفاده می‌شود. در پایان سطح نقاشی شده را با قشری زحیم از روغن کمان می‌پوشانند. از این رو نقاشی زیرلاکی نمودی همجون نقاشی رنگ روغنی دارد.

## هنرمندان
- محمد زمان
- علی اشرف
- علیقلی جبادار

## نگارخانه

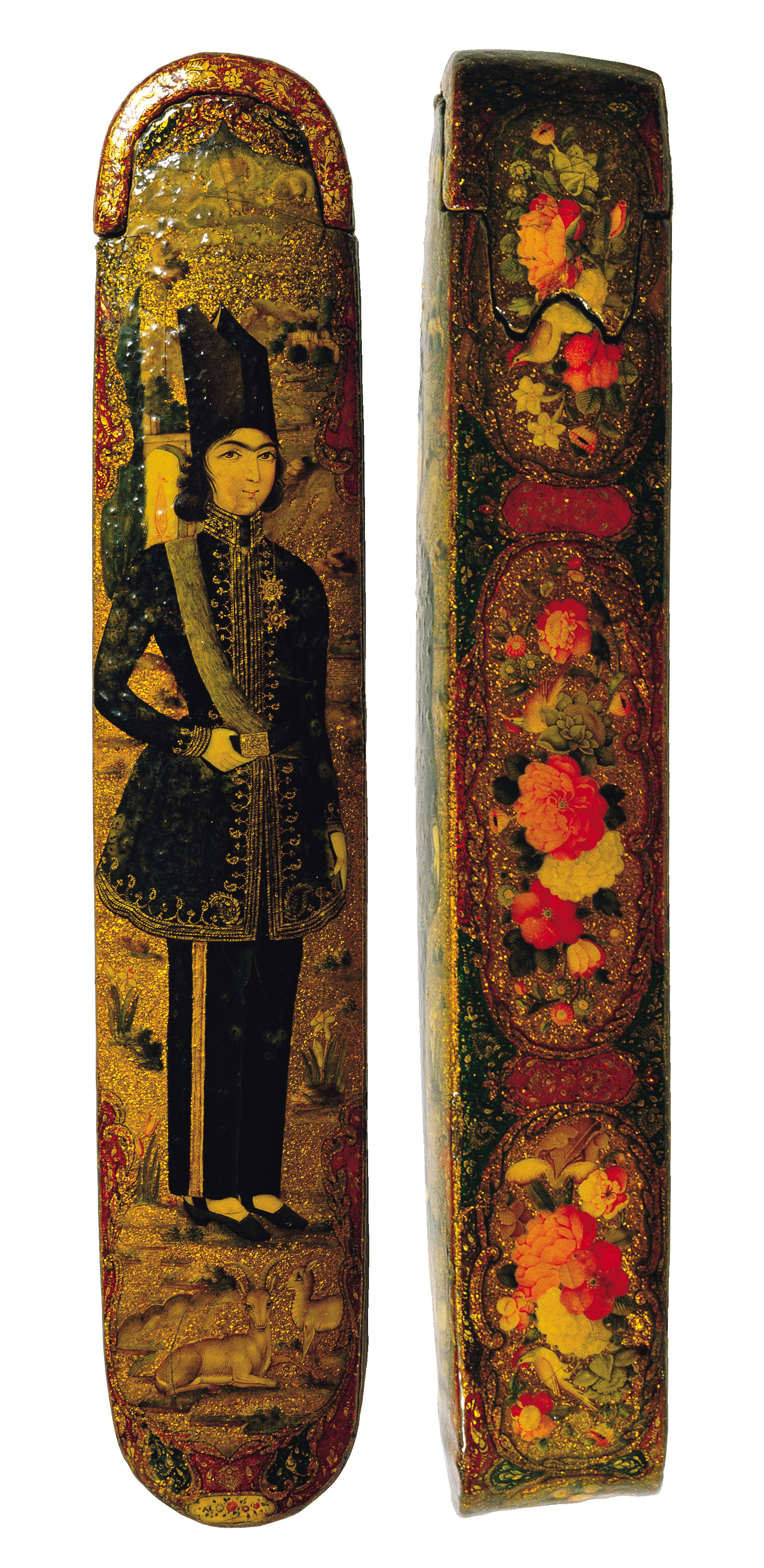
قلمدان لاکی پرتره‌ای از یک شاهزاده قاجاری، مجموعه خلیلی
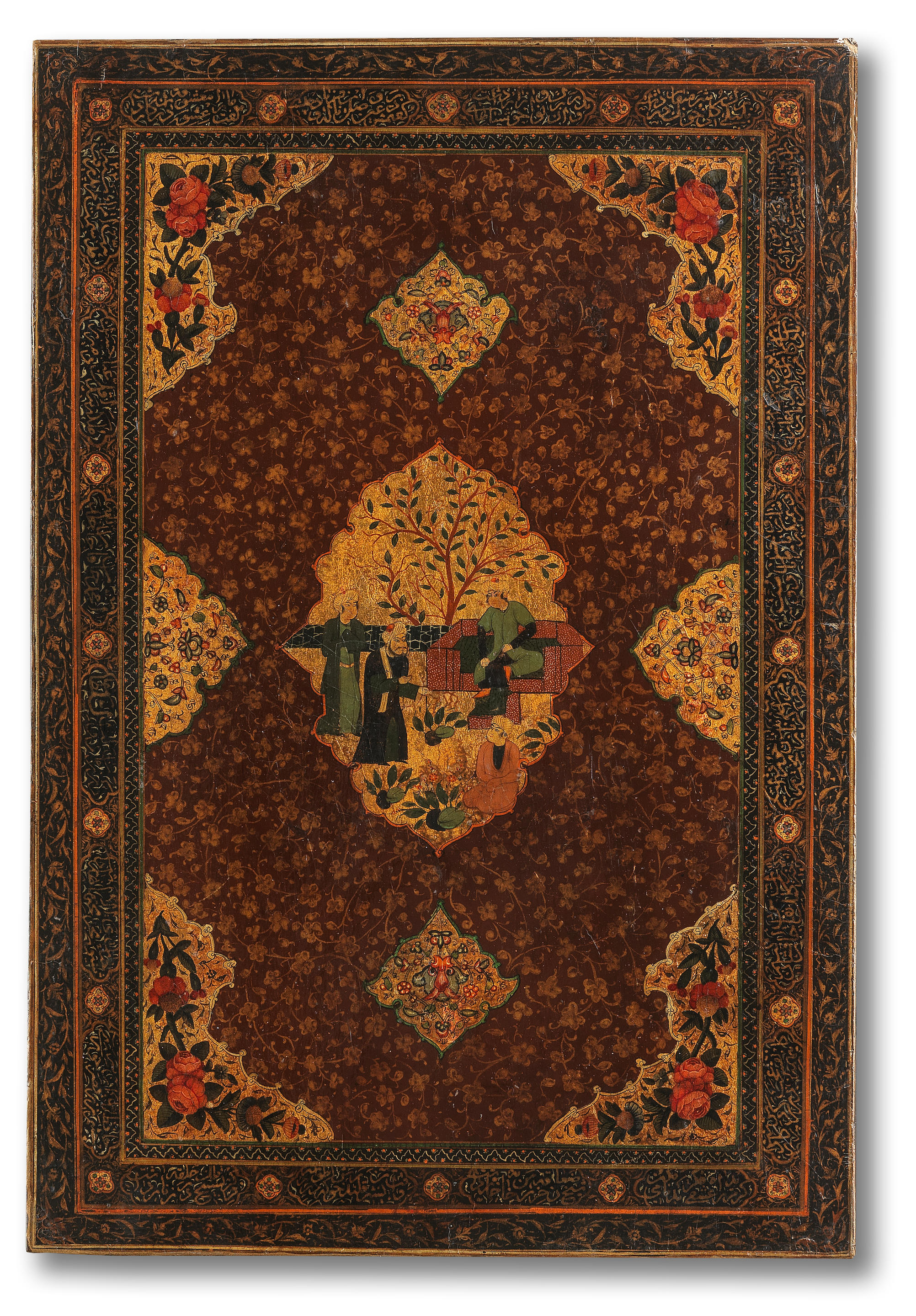
جلد لاکی
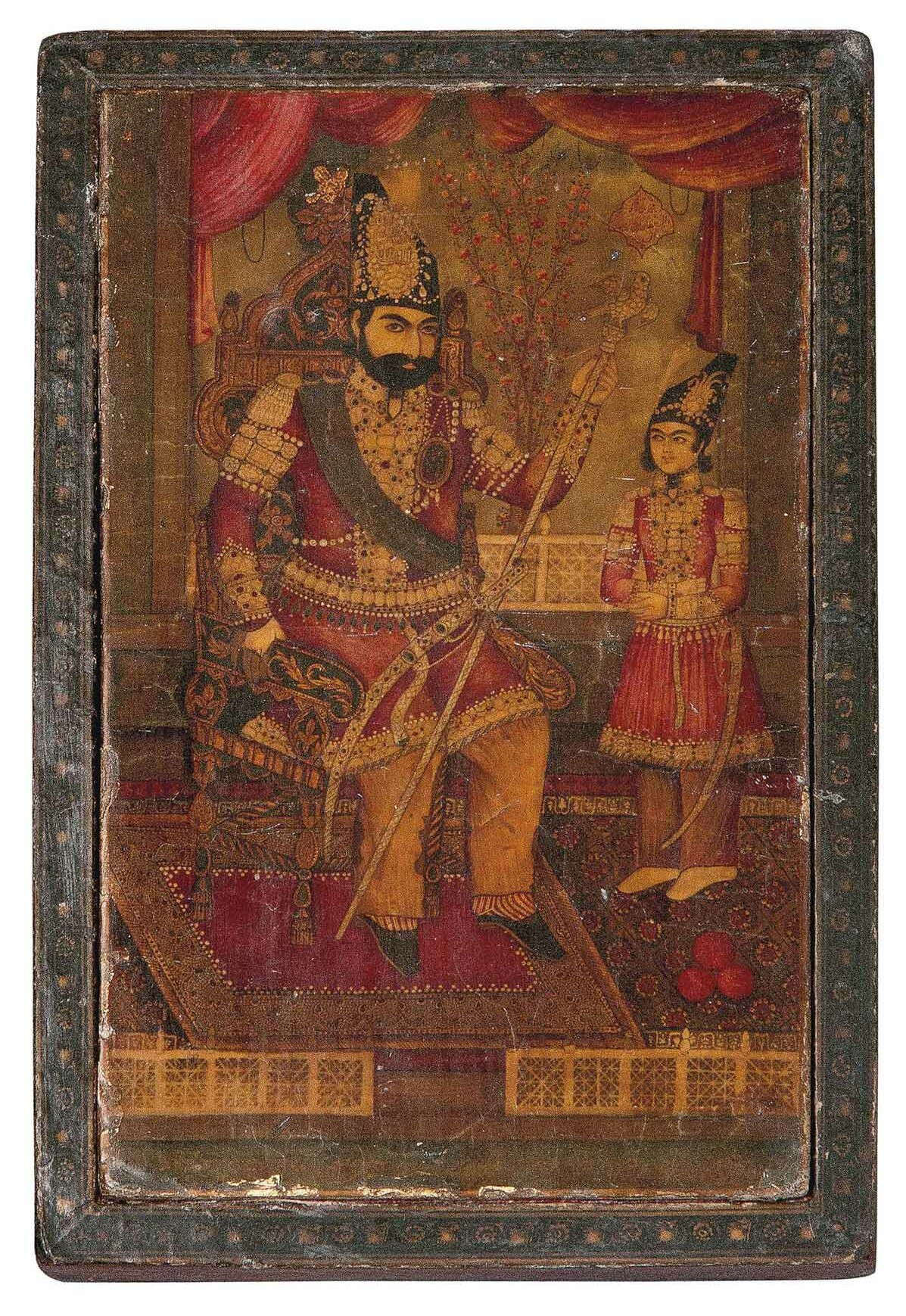
پرتره محمدشاه قاجار، جلد لاکی